# S-Adenosilmetionina
A S-adenosilmetionina (SAM) é um cofactor enzimático envolvido na transferência de grupos metilo. a SAM foi descoberta em 1952. É formada a partir de adenosina tri-fosfato (ATP) e metionina pelo enzima metionina adenosiltransferase EC 2.5.1.6. A transmetilação, a transulfuração e a aminopropilação, são as vias metabólicas que fazem uso da SAM. Apesar de esta reacções anabólicas ocorrerem por todo o corpo, a maioria da SAM é produzida e consumida no fígado
O grupo metilo que está ligado ao átomo de enxofre na SAM é quimicamente reactivo. Isto permite a doação deste grupo para um substrato aceitador em reacção de transmetilação. Mais de 40 reacções metabólicas envolvem a transferência de grupos metilo da SAM para vários substratos, em ácidos nucleicos, proteínas e lípidos.